# تشيس بيج
تشيس بيج (بالإنجليزية: Chase Page)‏ هو لاعب كرة قدم أمريكية أمريكي، ولد في 20 مايو 1983 في تشارلستون في الولايات المتحدة.

## وصلات خارجية
- تشيس بيج على موقع مرجع كرة القدم المحترفة.كوم (الإنجليزية)